# Пйотровиці (Яворський повіт)
Пйотровиці (пол. Piotrowice, нім. Peterwitz) — село в Польщі, у гміні Менцинка Яворського повіту Нижньосілезького воєводства.
Населення — 1049 осіб (2011).
У 1975-1998 роках село належало до Легницького воєводства.

## Демографія
Демографічна структура станом на 31 березня 2011 року:
|          | Загалом | Допрацездатний вік | Працездатний вік | Постпрацездатний вік |
| -------- | ------- | ------------------ | ---------------- | -------------------- |
| Чоловіки | 523     | 125                | 361              | 37                   |
| Жінки    | 526     | 110                | 327              | 89                   |
| Разом    | 1049    | 235                | 688              | 126                  |